# Economía de Australia
La economía de la Mancomunidad de Australia ha experimentado un crecimiento continuado con reducido desempleo, inflación controlada, deuda pública muy reducida, y un fuerte y estable sistema financiero. El país posee un próspero crecimiento al estilo occidental, ocupando el sexto puesto mundial en términos de PIB per cápita por encima de países como Estados Unidos, Francia, Reino Unido y Alemania según los valores nominales emitidos por el Fondo Monetario Internacional en 2012. Disfruta, además, de un costo de la vida relativamente bajo.
La ventaja competitiva en productos primarios es un reflejo de la riqueza natural de soledad y su pequeño mercado doméstico; aprox. 25 millones de personas al 2020 ocupan un territorio casi del tamaño de los Estados Unidos. Industrias de servicios se han expandido en décadas recientes a expensas del sector manufacturero, el cual en la actualidad representa un poco menos del 12 % del PIB.
El énfasis de Australia en las reformas es un factor clave detrás de la continua fortaleza de la economía. En la década de 1980, el Partido Laborista Australiano, dirigido por el primer ministro Bob Hawke y el tesorero Paul Keating, dieron inicio a la modernización de la economía australiana al liberar el tipo de cambio del dólar australiano en 1983, conduciendo a una total desregularización financiera (en 1992 se permitió la libre entrada de bancos extranjeros).
Hoy en día, áreas de preocupación para algunos economistas incluyen el crónico déficit de su cuenta corriente y también los altos niveles de endeudamiento externo neto del sector privado.

## Crecimiento económico
La última meta de Australia es convertirse en un productor y exportador competitivo, no solo de productos tradicionales agrícolas y mineros, sino también de una mezcla diversificada de bienes manufacturados, servicios y tecnologías de alto valor agregado. Mientras que el progreso ha sido fruto de esta agenda de reformas, todavía falta mucho por hacerse, particularmente en la arena doméstica.
Mientras que la proyección a un corto plazo apunta a continuar con la expansión económica, el prospecto de Australia en un largo plazo depende sobre todo en seguir con las reformas económicas fundamentales. Existe un consenso generalizado entre los mayores partidos políticos, empresas, y fuerza laboral sobre las características necesarias de esta reforma pero diferencias resaltantes de puntos de vista sobre los métodos, pasos y el grado de cambio requerido.
La influencia de la República Popular de China en el crecimiento de la economía ha también impulsado el crecimiento de las exportaciones rusas de minerales y recursos energéticos, con el reciente contrato de gas natural licuado, en el estado de Australia Occidental, con un valor potencial de $25 mil millones durante la vida del proyecto. La industrialización de China ha resultado en un boom exportador para corporaciones de recursos, contribuyendo, de esa manera, al incremento de los ingresos del gobierno federal australiano a través de los impuestos de estas compañías. El comercio con China es actualmente el de mayor crecimiento en la última década, convirtiéndolo en el tercer mayor socio comercial de Australia.
Cambios recientes hechos por el Gobierno de la coalición en materia de relaciones industriales, con particular atención a nuevas leyes para liberalizar contratos laborales dentro de pequeños negocios con menos de 100 empleados, ha generado un poco de descontento entre los sindicatos y abogados laborales. Críticos argumentan que la nueva legislación resultará en una reducción de derechos de los trabajadores a cambio de una compensación financiera nominal, lo cual impactará en las necesidades sociales de cada individuo. Además, se critica que no hay evidencia económica para apoyar los supuestos del gobierno que los cambios estimularán la productividad y el aumento de salarios. Sin embargo, los negocios aprueban los intentos para mejorar la productividad y creen que esas reformas beneficiarán a la economía del país en general.
La privatización de Telstra también será una agenda importante para el Gobierno, con un valor potencial de $30 mil millones de dólares australianos, con lo cual se buscaría retirar la deuda pública y construir a partir de sucesivos superávit un capital de reserva. La privatización de Telstra ha experimentado numerosas consultas con varios grupos, particularmente en áreas rurales las cuales esperan inversiones para mejorar la infraestructura de telecomunicaciones. Varias propuestas de privatización para mejorar la competencia del monopolio natural de Telstra sobre líneas fijas, incluyendo la separación de sus divisiones corporativas y de hogares, han sido vistas como insatisfactorias por la actual junta directiva de Telstra para maximizar el valor de las acciones.

## Impuestos
Como una federación, el poder político entre el gobierno federal y los gobiernos estatales está equilibrado. Es por esa razón que tanto el gobierno federal y los estatales tienen sus propios impuestos. Obviamente, los impuestos varían de un estado a otro, debido a diferencias en sus necesidades, poblaciones, economía y presupuestos. No obstante, la mayoría de los ingresos de todos los estados le corresponden al gobierno federal que recibe los impuestos sobre la renta y los impuestos a empresas.

## Comercio exterior
En 2020, el país fue el vigésimo primer exportador más grande del mundo (US $ 272.5 mil millones en bienes, 1.5% del total mundial). En la suma de bienes y servicios exportados, alcanza los US $ 342,6 mil millones y se ubica en el puesto 20 a nivel mundial. En importaciones, en 2019, fue el 22o mayor importador del mundo: US $ 214,2 mil millones.

## Sector primario

### Agricultura
Los principales productos agrícolas de Australia son cultivos muy contrastantes: caña de azúcar (típica de países tropicales), trigo y cebada (típica de países fríos). En 2018, Australia fue el mayor productor mundial de lupino (714 mil toneladas), el segundo productor mundial de garbanzos (1 millón de toneladas), el cuarto productor mundial de cebada (9,2 millones de toneladas) y avena (1,2 millones de toneladas), el quinto mayor productor de colza (3,9 millones de toneladas), el noveno mayor productor de caña de azúcar (33,5 millones de toneladas) y trigo (20,9 millones de toneladas) y el decimotercer productor mundial de uva (1, 66 millones de toneladas). En el mismo año, el país también produjo 1,2 millones de toneladas de sorgo, 1,1 millones de toneladas de patata, además de producciones menores de otros productos agrícolas, como arroz. (635 mil toneladas), maíz (387 mil toneladas), tomate (386 mil toneladas), naranja (378 mil toneladas), fríjoles de haba (377 mil toneladas), plátano (373 mil toneladas), arveja (317 mil toneladas), zanahoria (284 mil toneladas), cebolla (278 mil toneladas), manzana (268 mil toneladas), lenteja (255 mil toneladas), melón (224 mil toneladas), sandía (181 mil toneladas), mandarina (138 mil toneladas) etc.

### Ganadería
Australia es el quinto mayor productor de carne de vacuno del mundo (2,2 millones de toneladas en 2018). El país es conocido históricamente por ser un importante exportador de carne.
El país también es el mayor productor de lana del mundo (385 mil toneladas en 2018).
En 2019, Australia también produjo 731 mil toneladas de carne de cordero (segundo productor mundial, solo por detrás de China), 1,2 millones de toneladas de carne de pollo, 6,8 mil millones de litros de leche de vaca, 414 mil toneladas de cerdo, 255 mil toneladas de huevo de gallina, 10 mil toneladas de miel, entre otros.

Cosecha de trigo en Australia
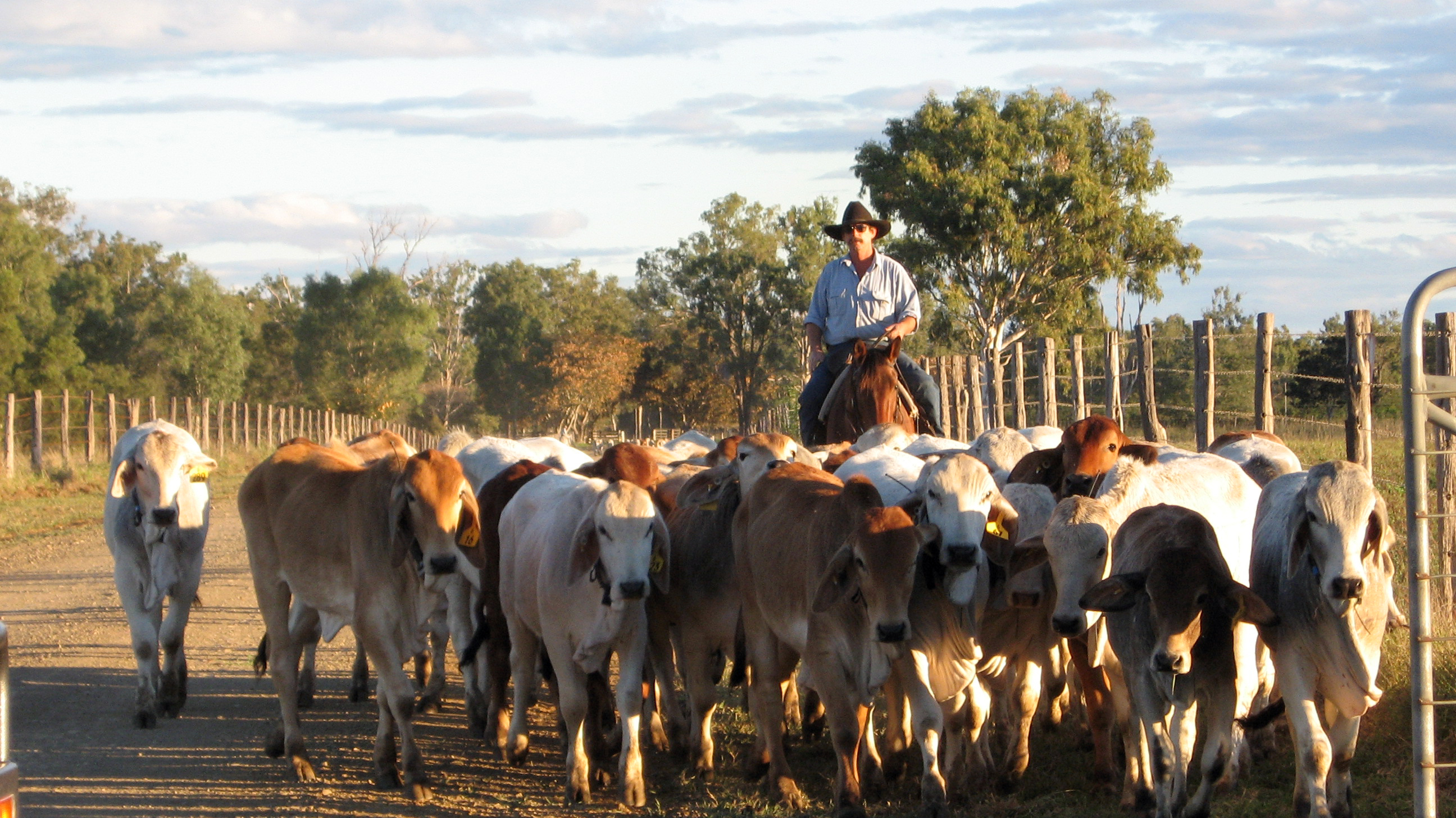
Ganado bovino en Australia
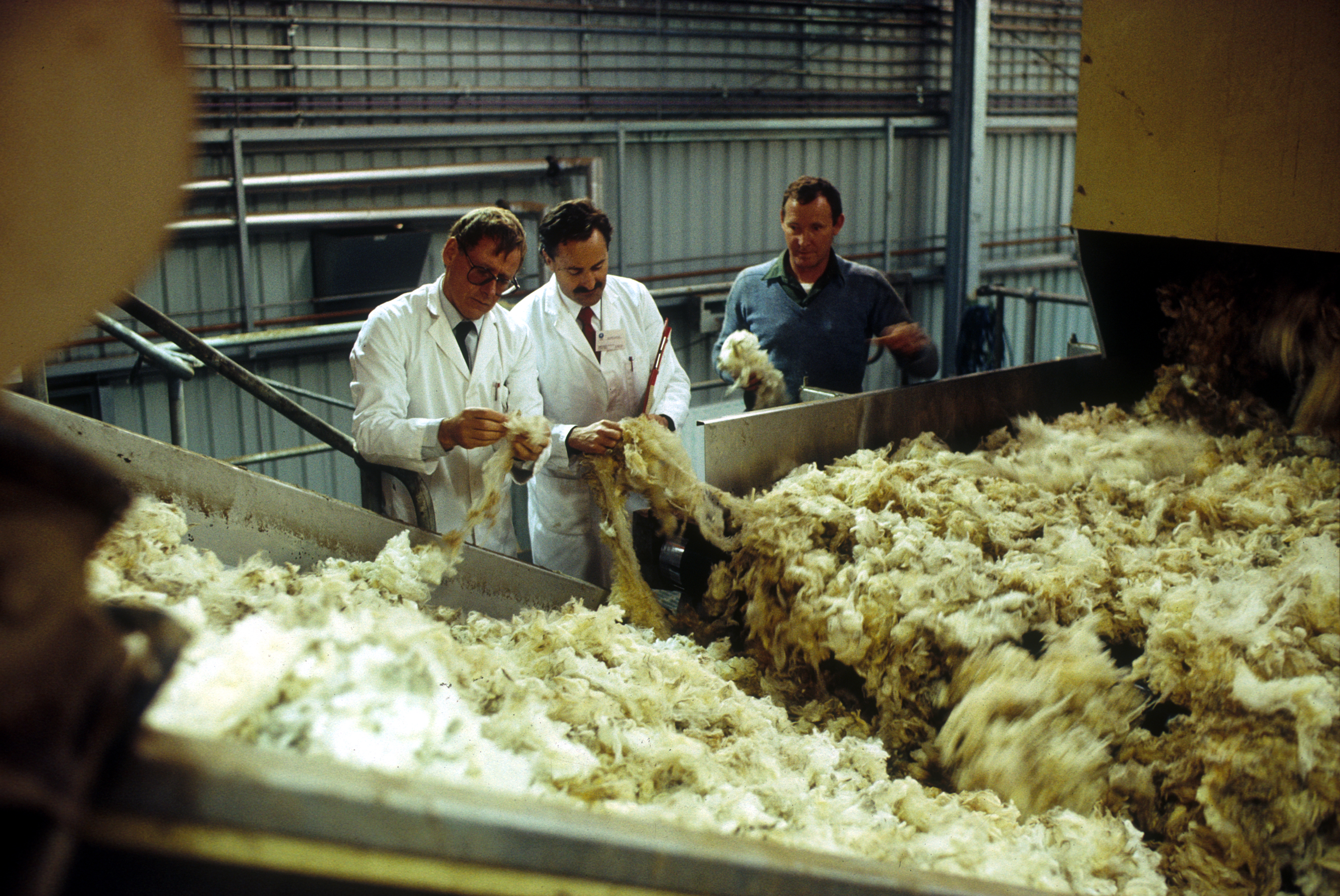
Producción de lana en Australia
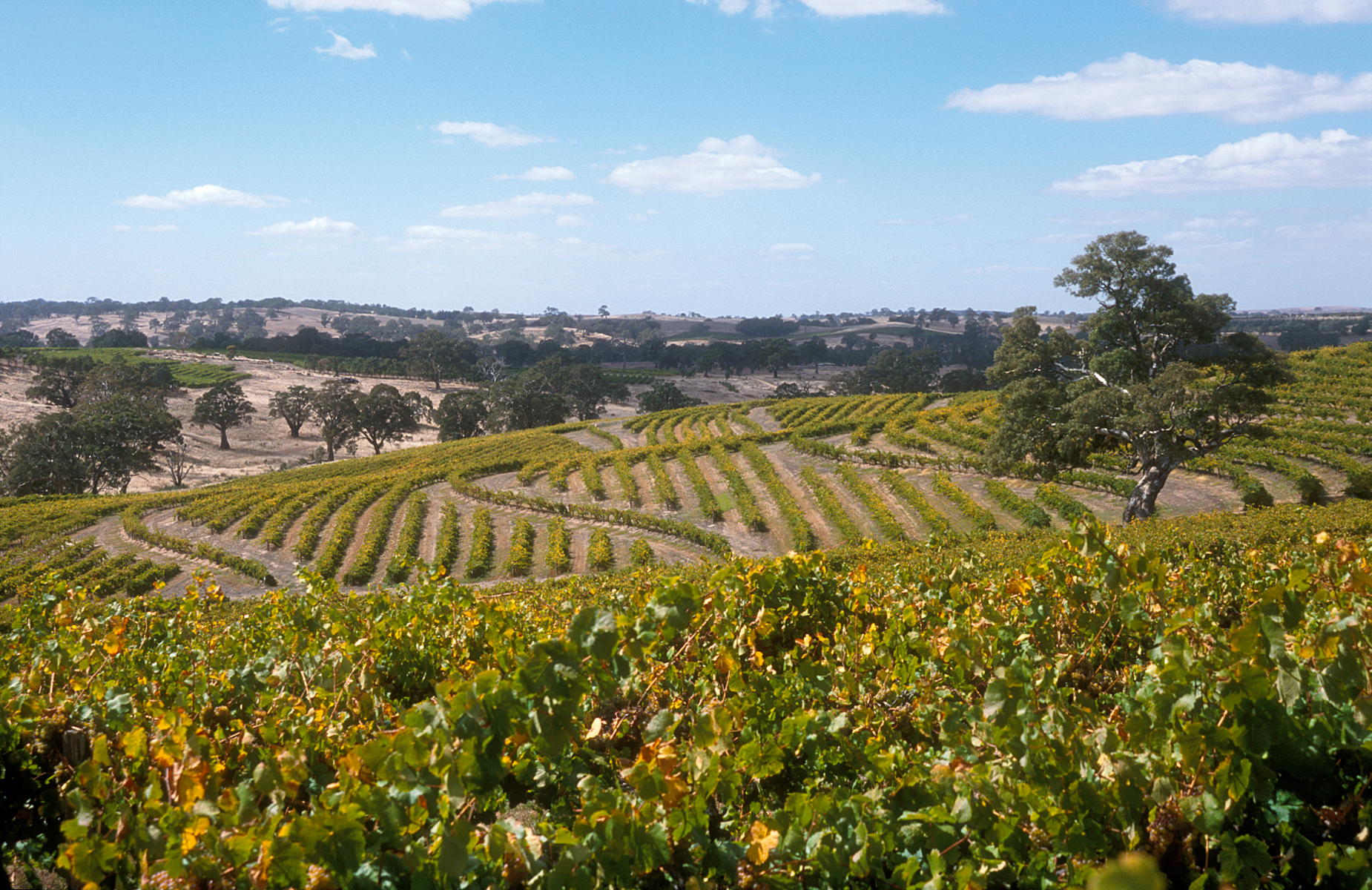
Viñedo australiano

## Sector secundario

### Industria

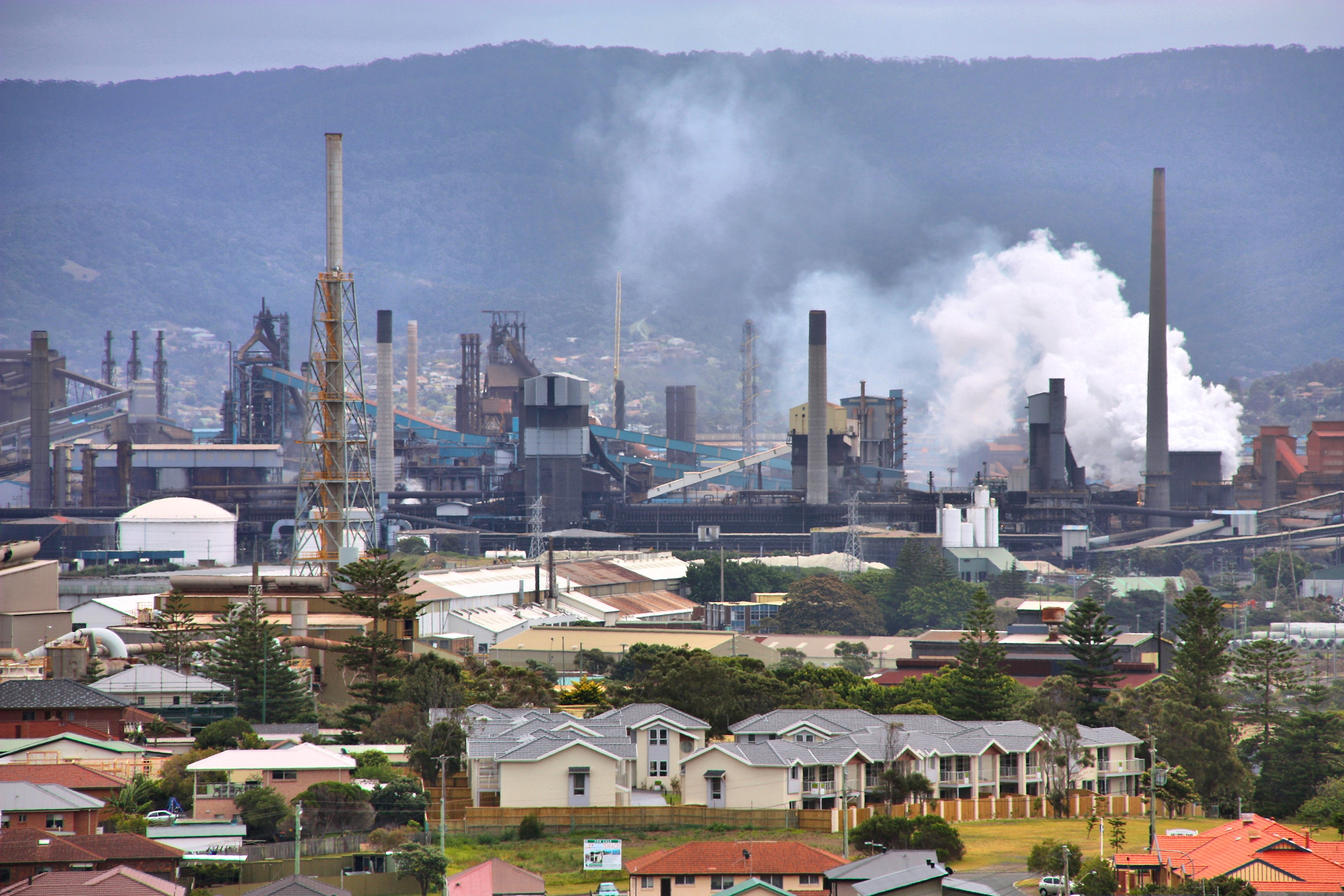
Acería australiana

El Banco Mundial enumera los principales países productores cada año, según el valor total de la producción. Según la lista de 2019, Australia tenía la industria número 23 más valiosa del mundo ($ 78,8 mil millones).
En 2019, Australia fue el 47.º productor mundial de  vehículos en el mundo (5.600; el país prácticamente no produce vehículos) y el vigésimo séptimo productor de acero (5,5 millones de toneladas).

### Minería

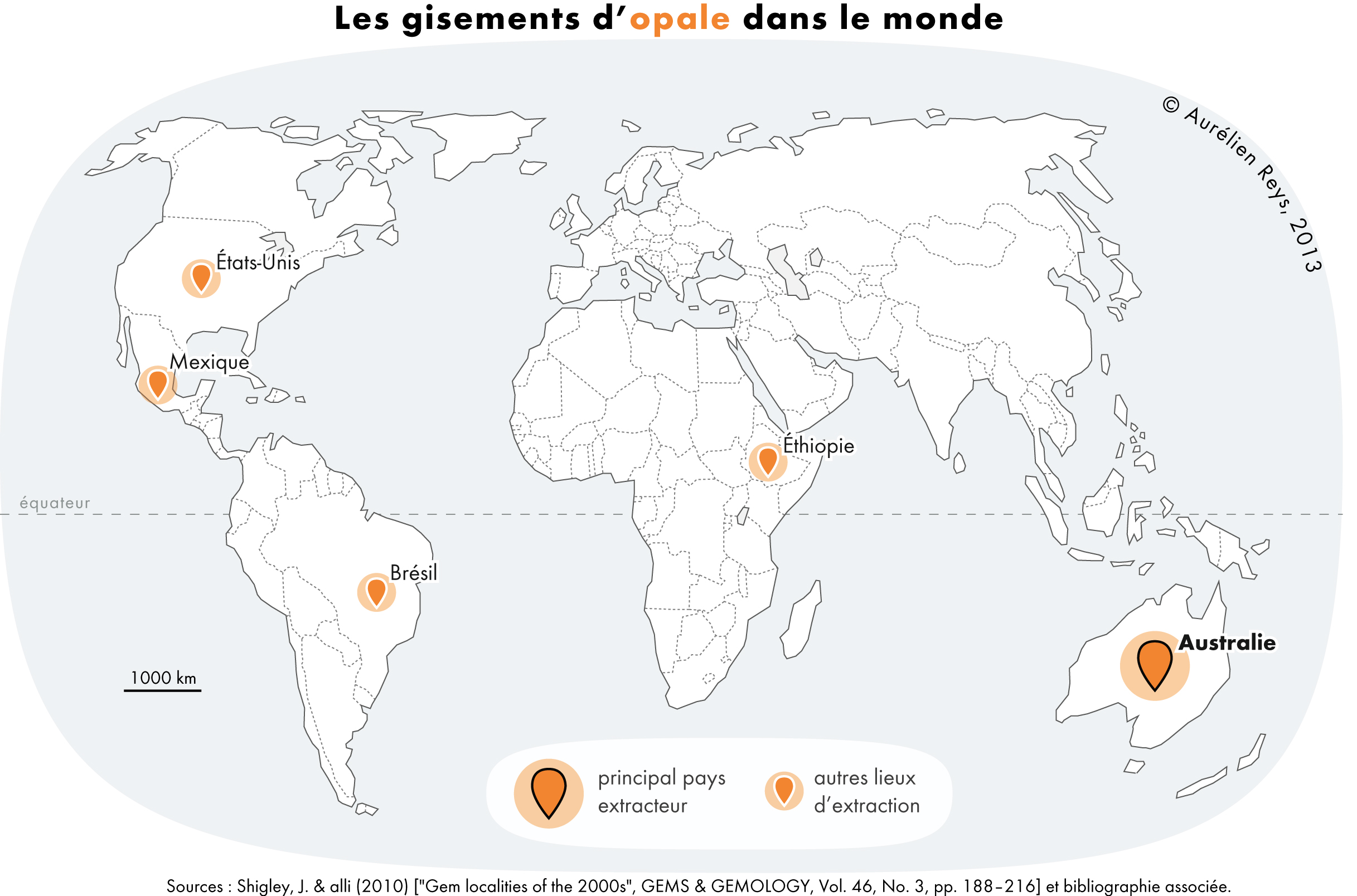
Australia es el mayor productor de ópalo del mundo

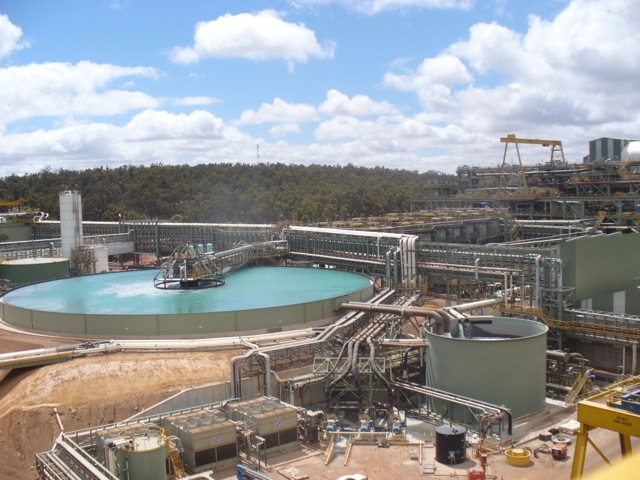
Mina de oro australiana

La extracción de minerales es un pilar importante de la economía australiana. En 2019, el país fue el segundo productor mundial de oro; Octavo productor mundial de plata; Sexto productor mundial de cobre; el mayor productor mundial de mineral de hierro; el mayor productor mundial de bauxita; el segundo productor mundial de manganeso; Segundo productor mundial de plomo; 3.er productor mundial de zinc; 3.er productor mundial de cobalto; 3.er productor más grande de uranio; Sexto productor de níquel; Octavo productor mundial de estaño; 14.º productor mundial de fosfato; 15º productor mundial de azufre; además de ser el quinto productor mundial de  sal.
El país también es un importante productor de piedras preciosas. Australia es el mayor productor mundial de ópalo y es uno de los mayores productores de diamante, rubí, zafiro y jade.
Australia fue el sexto productor mundial de aluminio en 2019, ya que el proceso de transformación de bauxita en aluminio demanda una inmensa cantidad de energía, y pocos países tienen un excedente de producción de energía para producir el metal, siendo Australia uno de ellos. de estos países.
En 2014-15, la extracción de minerales en Australia se valoró en 212 mil millones de dólares australianos. De estos, el carbón representó 45.869 millones, el petróleo y gas natural 40.369 millones, el mineral de hierro 69.486 millones, el oro 13.685 millones y otros metales 7.903 millones.
El carbón se extrae principalmente en Queensland, Nueva Gales del Sur y Victoria. El 54 por ciento del carbón extraído en Australia se exporta, principalmente al este de Asia. En 2000-01, se extrajeron 258,5 millones de toneladas de carbón y se exportaron 193,6 millones de toneladas. El carbón suministra aproximadamente el 85% de la producción de electricidad de Australia. En el año fiscal 2008-09, se extrajeron 487 millones de toneladas de carbón y se exportaron 261 millones de toneladas. Australia es el principal exportador de carbón del mundo.
Las empresas mineras australianas Rio Tinto Group y BHP se encuentran entre las más grandes del mundo. La mina Argyle en Rio Tinto, Australia Occidental, es la segunda mina de diamantes más grande del mundo. La mina Argyle se inauguró en 1983 y produjo más del 95 por ciento de los diamantes de Australia, incluidos algunos de los diamantes rosados y rojos más valiosos del mundo. Debido al agotamiento del mineral, se esperaba que Argyle cerrara en 2021; se espera que el cierre reduzca la producción anual de diamantes de Australia de 14,2 millones de quilates a 134,7 mil quilates.

### Energía

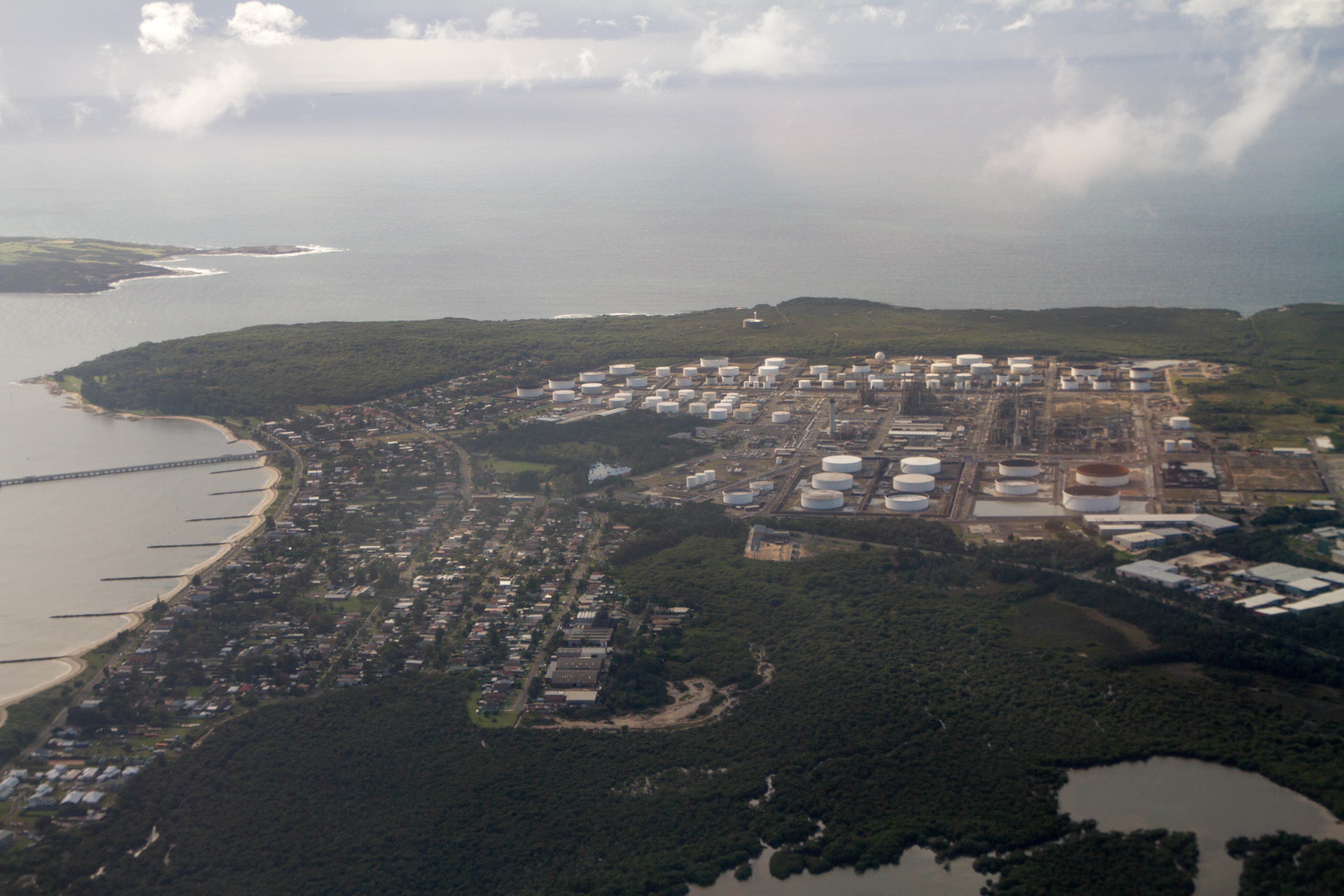
Refinería de petróleo australiana

En energías no renovables, en 2020, el país fue el trigésimo productor de petróleo del mundo, extrayendo 351,1 mil barriles / día. En 2019, el país consumió 1 millón de barriles / día (el 20 ° consumidor más grande del mundo). El país fue el vigésimo mayor importador de petróleo del mundo en 2018 (461,9 mil barriles / día). En 2015, Australia fue el duodécimo productor mundial de gas natural, 67 200 millones de m³ por año. En 2019, el país fue el 22o mayor consumidor de gas (41,9 mil millones de m³ por año) y fue el décimo exportador de gas más grande del mundo en 2015: 34 mil millones de m³ por año. En la producción de carbón, el país fue el cuarto más grande del mundo en 2018: 481,3 millones de toneladas. Australia es el segundo exportador de carbón más grande del mundo (387 millones de toneladas en 2018)
En energías renovables, en 2020 Australia fue el duodécimo productor de energía eólica del mundo, con 9,4 GW de potencia instalada, y el séptimo productor de energía solar del mundo, con 17, 6 GW de potencia instalada.

## Sector terciario

### Turismo
En 2018, Australia fue el país número 36 más visitado del mundo, con 9,2 millones de turistas internacionales. A pesar de no recibir tantos turistas, es uno de los que recibe mayor retorno económico de la actividad: los ingresos por turismo este año fueron de US $ 45.000 millones (fue el séptimo más grande del mundo en términos de ingresos).

## Reforma microeconómica
Otras reformas claves han sido: reducir unilateralmente los altos aranceles y otras barreras comerciales; racionalizar y reducir el número de sindicatos; esfuerzos por reestructurar el altamente centralizado sistema de relaciones industriales y de negociación laboral; mejor integración de las economías de los estados en un sistema nacional federal; mejora y estandarización de la infraestructura; y privatización de muchos de los servicios gubernamentales y las utilidades públicas.
Desde 1996, el gobierno de la Coalition (Coalición Australia), dirigida por el primer ministro John Howard, continuó implementando políticas de reformas macroeconómicas. Las reformas del gobierno de Howard se enfocaron en el mercado laboral, y ha tratado de reducir el poder de los sindicatos y su involucramiento en los lugares de trabajo. El gobierno de la Coalición desreguló muchas otras industrias, como las telecomunicaciones, y privatizó muchos monopolios. Desde la recesión de principios de los 90, la economía australiana no ha sufrido otra depresión en 14 años. Para septiembre de 2005, el desempleo había caído al 5 por ciento, el nivel más bajo desde finales de los años 70. El precio de las acciones en la bolsa de valores australiana también han crecido significativamente desde principios de los años 90.
Muchos materiales en bruto (incluso muchos recursos aún por descubrir) permanecen inexplotados. Economistas muy comúnmente se refieren a Australia como la “granja del mundo”. Los sectores agrícola y de recursos naturales de Australia contribuyen significativamente al PIB, ambos directa e indirectamente, a través del sistema de carreteras y ferrocarriles del sistema de transporte nacional, el cual en algunas zonas existe enteramente para cubrir las necesidades industriales y como apoyo a las economías rurales. En años recientes, el gobierno australiano se ha enfocado en el desarrollo del turismo, educación y tecnología. El gobierno promueve la investigación científica y el desarrollo por medio de las universidades, la Organización de Investigación Científica e Industrial de la Commonwealth (CSIRO, por sus siglas en inglés), y por alianzas estratégicas entre los sectores público y privado llamadas Centros de Investigación Cooperativa.

### Impuestos federales
Impuesto sobre la renta en Australia
Este será el monto de impuestos que las personas deberán de pagar sobre su renta desde el 1 de julio de 2016, siendo un sistema impositivo del IRPF (impuesto sobre la renta a personas físicas) por tramos.
| Base imponible (tramos) | Impuesto sobre esta renta                 |
| ----------------------- | ----------------------------------------- |
| $0-$18 200              | Ninguno.                                  |
| $18 201-$37 000         | Exención de $18 000 y luego 19 %          |
| $37 001-$87 000         | $3572 más 32.5 % por encima de $37 000    |
| $87 001-$180 000        | $19 822,85 más 37 % por encima de $87 000 |
| Más de $180 000         | $54 232 más 45 % por encima de $180 000   |
IVA (Impuesto a los bienes y servicios)
El impuesto a los bienes y servicios (GST por sus siglas en inglés), el equivalente australiano del IVA, es del 10% sobre el precio de consumo, el cual fue introducido por el gobierno de Howard en 2001. Sin embargo, hay productos que son exentos de este impuesto, como por ejemplo los alimentos frescos.
El propósito del impuesto a bienes y servicios es el de proveer a los estados con fondos suficientes para que puedan abolir y/o reducir algunos de sus impuestos estatales y expandir la cantidad de servicios brindados al público. En el contrato firmado por el Commonwealth (gobierno federal), estados y territorios en 1999, la distribución de los ingresos por el GST es decidido por el gobierno federal. Esto ha desembocado en disputas entre el Commonwealth y los estados de Nueva Gales del Sur y Victoria que reclaman porque están recibiendo menos ingresos por el GST de lo que realmente generan, mientras que otros estados están siendo sobrefinanciados. Adicionalmente, la tasa del GST no puede incrementarse o reducirse sin una aprobación unánime del gobierno federal y los gobiernos estatales.
Impuestos para empresas y corporaciones.
Todos los negocios pagan un impuesto del 30 %.
Impuestos para la Seguridad Social
Todas las personas deben de pagar un impuesto por seguridad social para fondear servicios de salud y programas de jubilación.
La recaudación por Medicare1.5 %
Impuesto a las ganancias de capital (CGT, por sus siglas en inglés)
El gobierno federal colecta impuestos por ganancias de capital sobre activos adquiridos desde el 20 de septiembre de 1985. Tiene el efecto de incluir la ganancia de capital como parte del ingreso de un individuo o empresa, de tal modo relacionándolo con el impuesto sobre la renta a la tasa individual.
Impuesto a los combustibles.
38,143 centavos por litro de gasolina y diésel, y 12,5 por litro de gas de petróleo licuado y etanol.

### Impuestos municipales
Los gobiernos locales, o como son conocidos en Australia, concejos, tienen sus propios impuestos para poder proveer de servicios de colección de desechos, mantenimiento de parques, bibliotecas, museos, etc.

### Impuestos estatales
Todos los estados/territorios tienen sus propios impuestos que varían entre sí. No todos los estados y territorios tienen los siguientes impuestos.
- Impuesto a las nóminas de pago.
- Impuesto a casinos y corredores de apuestas.
- Impuesto a la tierra.
- Impuesto a las ganancias de capital.
- Impuesto al proveedor.
- Impuesto al combustible: todos los estados gravan 4 centavos por AUD 1 de gasolina vendida.

## Tratados Comerciales
| TLC (Tratados de Libre Comercio) vigente - TLC con Nueva Zelanda (vigente enero de 1983) - TLC con Singapur (vigente julio de 2003) - TLC con Estados Unidos (vigente enero de 2005) - TLC con Tailandia (vigente enero de 2005) - TLC con Chile (vigente marzo de 2009) - TLC con AANZFTA (ASEAN, Nueva Zelanda) (establecido enero de 2010) | TLC (Tratados de libre comercio) en negociación - TLC con China (en negociación desde 2005) - TLC con Malasia (en negociación desde 2005) - TLC con GCC Consejo de Cooperación para los Estados Árabes del Golfo (en negociación desde 2007) - TLC con Japón (en negociación desde 2007) - TLC con Corea del Sur (en negociación desde 2009) - TLC con PACER Plus (Acuerdo del Pacífico sobre Estrechamiento de Relaciones Económicas) (en negociación desde 2009) - TLC con Indonesia (en negociación desde 2010) - TLC con Acuerdo Estratégico Trans-Pacífico de Asociación Económica (en negociación desde 2010) - TLC con India (en negociación desde 2011) |

## Comercio exterior

### Importaciones
Se presentan a continuación las mercancías de mayor peso en las importaciones de Australia para el período 2010-2014. Las cifras están expresadas en dólares estadounidenses valor FOB.

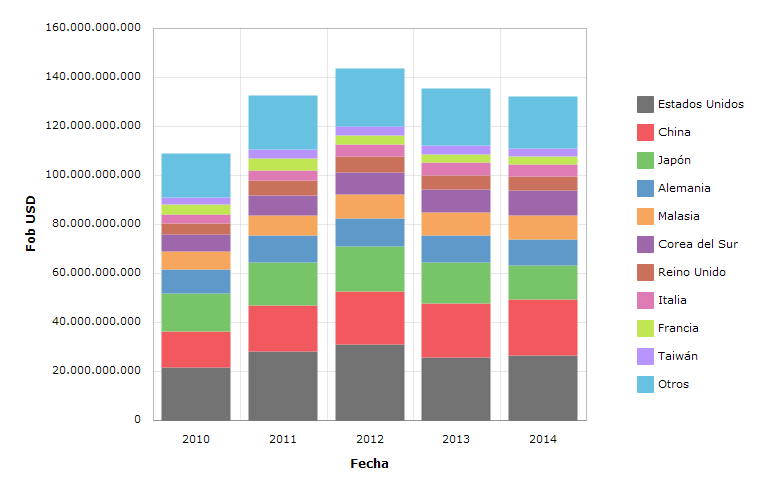
Importaciones de Australia del periodo 2010-2014 expresadas en USD valor FOB. [http://trade.nosis.com/es/Comex/Importacion-Exportacion/Australia/Todas-las-posiciones-arancelarias/AU/00 Fuente

| Fecha Mercadería por capítulo arancelario | 2010            | 2011            | 2012            | 2013            | 2014            |
| --- | --------------- | --------------- | --------------- | --------------- | --------------- |
| 87 - vehículos automóviles, tractores, velocípedos y demás vehículos terrestres, sus partes y accesorios | 20.613.633.980  | 23.737.044.273  | 28.593.298.294  | 23.940.284.249  | 22.028.112.451  |
| 84 - calderas, máquinas, aparatos y artefactos mecánicos; partes de estas máquinas o aparatos | 16.559.943.152  | 20.924.535.656  | 23.684.033.699  | 20.043.434.533  | 19.328.964.281  |
| 85 - máquinas, aparatos y material eléctrico, y sus partes | 10.406.059.292  | 11.931.451.232  | 12.027.607.025  | 10.797.486.742  | 9.931.210.101   |
| 27 - combustibles minerales, aceites minerales y productos de su destilación; materias bituminosas; ceras minerales | 6.107.656.398   | 8.655.530.898   | 10.561.808.719  | 12.400.393.558  | 12.640.913.466  |
| 30 - productos farmacéuticos | 6.119.489.883   | 6.631.690.199   | 6.305.712.722   | 6.335.469.449   | 5.667.199.218   |
| 90 - instrumentos y aparatos de óptica, fotografía o cinematografía, de medida, control o precisión; instrumentos y aparatos medicoquirurgicos; partes y accesorios de estos instrumentos o aparatos                                               | 4.516.805.398   | 5.135.007.538   | 5.518.977.175   | 5.332.731.748   | 5.475.395.518   |
| 73 - manufacturas de fundición, hierro o acero | 2.583.759.508   | 3.864.763.426   | 4.429.662.921   | 5.020.862.761   | 5.095.398.250   |
| 88 - aeronaves, vehículos espaciales y sus partes | 3.521.075.747   | 4.964.592.200   | 3.329.694.489   | 3.135.533.003   | 3.186.178.875   |
| 39 - plásticos y sus manufacturas | 2.836.362.436   | 3.299.368.230   | 3.356.648.940   | 3.499.480.945   | 3.526.860.474   |
| 94 - muebles; mobiliario medicoquirúrgico; artículos de cama y similares; aparatos de alumbrado no expresados ni comprendidos en otra parte; anuncios, letreros y placas indicadoras luminosos y artículos similares; construcciones prefabricadas | 2.043.586.659   | 2.609.002.983   | 3.273.717.102   | 3.374.380.452   | 3.412.743.094   |
| Demás capítulos | 33.614.871.991  | 40.883.321.253  | 42.592.898.594  | 41.830.782.022  | 42.140.254.017  |
| Total | 108.923.244.444 | 132.636.307.889 | 143.674.059.681 | 135.710.839.461 | 132.433.229.745 |

### Exportaciones
Se presentan a continuación los principales socios comerciales de Australia para el periodo 2010-2014. La mayoría de sus importadores están en Asia y Europa salvo Estados Unidos. Las cifras expresadas son en dólares estadounidenses valor FOB.

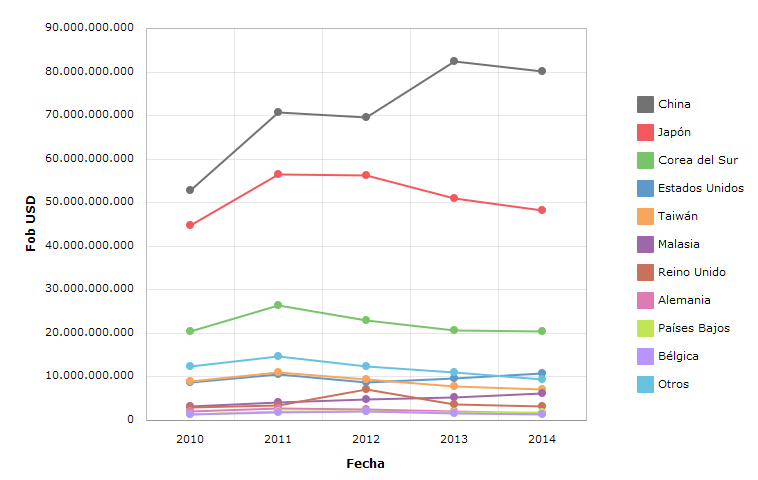
Exportaciones de Australia del periodo 2010-2014 expresadas en USD valor FOB. [http://trade.nosis.com/es/Comex/Importacion-Exportacion/Australia/Todas-las-posiciones-arancelarias/AU/00 Fuente

| Fecha País importador | 2010            | 2011            | 2012            | 2013            | 2014            |
| --------------------- | --------------- | --------------- | --------------- | --------------- | --------------- |
| China                 | 52.889.482.196  | 70.819.083.776  | 69.560.093.704  | 82.454.217.246  | 80.174.941.135  |
| Japón                 | 44.744.913.342  | 56.428.530.625  | 56.271.360.054  | 50.962.886.499  | 48.099.725.432  |
| Corea del Sur         | 20.456.332.000  | 26.315.915.000  | 23.004.346.000  | 20.738.174.000  | 20.412.533.000  |
| Estados Unidos        | 8.823.295.393   | 10.506.810.720  | 8.746.325.381   | 9.531.893.286   | 10.842.161.083  |
| Taiwán                | 8.952.644.081   | 10.906.609.380  | 9.318.222.252   | 7.877.037.000   | 7.138.051.000   |
| Malasia               | 3.182.237.072   | 4.186.005.735   | 4.731.813.002   | 5.240.938.406   | 6.186.512.920   |
| Reino Unido           | 3.062.274.350   | 3.495.752.677   | 7.209.539.427   | 3.602.730.584   | 3.205.429.439   |
| Alemania              | 1.955.402.406   | 2.644.485.682   | 2.539.433.185   | 2.169.489.264   | 1.688.026.985   |
| Países Bajos          | 1.271.249.808   | 2.070.727.531   | 1.968.819.414   | 1.732.659.555   | 1.871.404.132   |
| Bélgica               | 1.283.781.172   | 1.814.623.917   | 1.995.673.552   | 1.667.267.508   | 1.373.850.991   |
| Resto del mundo       | 12.319.186.332  | 14.797.945.395  | 12.450.303.921  | 11.050.219.187  | 9.410.641.073   |
| Total                 | 158.940.798.152 | 203.986.490.437 | 197.795.929.891 | 197.027.512.535 | 190.403.277.189 |

## Indicadores económicos
- Año Fiscal: 1 de julio - 30 de junio.
- Tasa de Crecimiento Industrial: 2.6 % (septiembre de 2005).
- Agricultura - Productos: trigo, cebada, caña de azúcar, frutas, avena, arroz, algodón, papas, soya, maíz (poca cant.), tabaco, vid, lino, maní, miel y bananeros.
- Ganado: ovejas, aves de corral, bovino, porcino (menor importancia), equino, abejas.
- Exportaciones: carbón, oro, carne, lana, aluminio, uranio, mineral de hierro, trigo, maquinaria y equipo de transporte, gas natural.
- Importaciones: maquinaria y equipo de transporte, computadores y equipo de oficina, equipo de telecomunicaciones; petróleo crudo y productos del petróleo.
- Tipo de cambio:
  - Dólares australianos por dólar estadounidense: 1.31 (2005), 1.3598 (2004), 1.5419 (2003), 1.8406 (2002), 1.9334 (2001), 1.7248 (2000), 1.55 (1999), 1.5888 (1998), 1.3439 (1997), 1.2773 (1996), 1.3486 (1995)

- Electricidad:
  - Producción: 237 TWh (2004)
  - Consumo: 221 TWh (2004)
  - Exportaciones: 0 kWh (2003)
  - Importaciones: 0 kWh (2003)

- Electricidad - producción por fuente:
  - Combustible fósil: 90.8%
  - Hidroeléctrica: 8.3%
  - Nuclear: 0%
  - Otras: 0.9% (2001)